# Naissance en 1035
Naissance
- 1031
- 1032
- 1033
- 1034
- 1035
- 1036
- 1037
- 1038
- 1039

Cette page dresse une liste de personnalités nées au cours de l'année 1035 :
- 15 septembre : Joseph ibn Nagrela, rabbin et homme d'État andalou.

- Rangier, cardinal français.
- Robert de Nevers,  dit Robert le Bourguignon ou encore Robert l'Allobroge, seigneur de Craon.

Date incertaine (vers 1035)
- Henri de Bourgogne, héritier du duché de Bourgogne.
- Pierre II de Nice, évêque de Sisteron puis évêque de Vaison.